# Phyllodonta vivida
Phyllodonta vivida là một loài bướm đêm trong họ Geometridae.